# Yunus Social Business – Global Initiatives
Yunus Social Business (YSB) ist ein Social Business Venture Capital Fond und Beratungsunternehmen, das weltweit Entwicklungsprogramme für Social Businesses initiiert und managt. Als Teil des internationalen Implementierungsarms für das von Nobelpreisträger Muhammad Yunus formulierte Konzept des Social Business unterstützt und finanziert YSB die Entwicklung von Social Businesses durch lokale, nationale Inkubatoren-Fonds. Die YSB operiert derzeit lokal in den Ländern Albanien, Brasilien, Haiti, Togo und Tunesien und mit Hauptsitz in Frankfurt am Main/Deutschland mit einem Team von 22 Personen.

## Geschichte
Die YSB wurde 2011 von Nobelpreisträger und Professor Muhammad Yunus als Spin-off des Grameen Creative Lab zur Gründung und Unterstützung von Social Businesses außerhalb von Bangladesch mitgegründet. Einige der Aktivitäten von YSB, z. B. das Programm in Haiti, wurden noch unter dem Namen Grameen Creative Lab initiiert. Der Ansatz von YSB ist, methodische Ansätze und Best-Practices aus der Unternehmensberatung, der Venture Capital Industrie, und der internationalen Entwicklungshilfe zu nutzen und für die Arbeit mit Social Businesses zu adaptieren.

## Social Business Inkubator-Fonds
Die Methodik des YSB Inkubator-Fonds verbindet die Praxis der klassischen Venture Capital Industrie mit Kenntnissen und Erfahrungen aus dem Entwicklungssektor. Die Methodik bietet lokalen Sozialunternehmern und deren Umsetzungsteams Unterstützung bei der Inkubation und Finanzierung ihrer Unternehmungen. Typische Zielprojekte sind etwa Inhaber-geführte Unternehmen; NGOs, die umsatzbringende Aktivitäten in ein Social Business umwandeln möchten; oder große Unternehmen, die auf der Suche nach nachhaltigeren Ansätzen zur Implementierung ihrer Corporate Social Responsibility Aktivitäten sind.

## Länderinitiativen
Der Inkubator Fond von YSB ist derzeit in den beiden Ländern Haiti und Albanien aktiv. Die YSB etablierte derzeit ähnliche Strukturen in den Ländern Brasilien, Togo und Tunesien.

### YSB Haiti
Mit Vertretung in Port-au-Prince inkubiert YSB Haiti derzeit Social Businesses in den drei strategischen Bereichen a) Ausbildung und Berufsbildungswesen, b) Landwirtschaft und Umwelt sowie c) Ernährung.
Die YSB investierte in ein Berufsbildungszentrum in Port-au-Prince, das derzeit 950 eingeschriebene Studenten mit Kursen in Entrepreneurship und Finanzwissen ausbildet.
Die YSB investierte ebenso in drei Geflügelfarmen und eine Bäckerei, die darauf abzielen Zugang zu Ernährung und Gütern des täglichen Bedarfs in einem Land sicherzustellen, das stark auf Importe für Grundnahrungsmittel und Rohstoffe angewiesen ist. Die Gewinne dieser Social Businesses werden für die Subventionierung sieben lokaler Schulen genutzt, die 900 Kinder in entfernten ländlichen Regionen ausbilden.
YSB investierte auch in eine Jatropha-Plantage, die das Einkommen von 200 Bauern sichert. Die Anpflanzung von Jatropha verhindert eine Bodenerosion, während die Jatropha-Pflanze in Biokraftstoff und Tierfutter verarbeitet wird.

### YSB Albanien
Die YSB Albanien begann die Social Business Aktivitäten in Albanien im April 2012. Mit einem lokalen Team in Tirana identifiziert und entwickelt der YSB Albanien Inkubator die ersten Social Businesses im Land. Die ersten Investitionen in Social Businesses wurden im 1. Quartal 2013 freigegeben. YSB Albanien betreibt zudem einen nationalen Social Business Plan Wettbewerb und gemeinsame Aktivitäten mit mehreren Entwicklungsagenturen, lokalen Verwaltungen und Universitäten, um zur Gründung von Social Businesses zu ermutigen.
Die albanische Regierung unterstützt die Initiative maßgeblich durch die neugegründete öffentliche ‘Agentur zur Unterstützung von Social Business‘ (Nxitja e Biznesit Social, NBS).

### YSB Afrika
Die YSB begann im Dezember 2012 in Afrika in Zusammenarbeit mit der African Development Bank Department of Human Development (OSHD) und finanziert sich durch einen Policy and Human Resource Development Grant of Japan (PHRDG) das 'Holistic Social Business Movement'. Als Teil dieser Initiative werden YSB und AfDB durch nationale Konferenzen in den Ländern Tunesien, Togo und Uganda ein Bewusstsein für Social Business schaffen und im Anschluss in der zweiten Hälfte 2013 nationale Social Business Inkubatoren Fonds etablieren. Die 'Nationale Konferenz zum Social Business' fand in Tunesien im März 2013 am IHEC in Carthage, Tunesien statt.